# Верх-Апшуяхта
Верх-Апшуяхта́ — село в Шебалинском муниципальном районе Республики Алтай.
Село расположено на реке Апшуяхта, в устье лога Серпек. Местные жители занимаются преимущественно растениеводством (зерноводством) и животноводством (крупный рогатый скот, шерсть). Доступ к селу обеспечивает дорога с щебневым покрытием Шебалино — Верх-Апшуяхта — Каспа, через Апшуяхтинский перевал.
По логу Серпек вдоль реки Апшуяхты проходит множество туристических маршрутов, в основном конных.
Ввиду плохой доступности 27 сентября 2001 года постановлением Правительства РФ № 695 село было внесено в перечень районов Крайнего Севера и приравненных к ним местностей с ограниченными сроками завоза грузов (продукции).
Село находится в зоне умеренного континентального климата, с коротким жарким летом и длинной морозной зимой.

## Население
| 2010 | 2011 | 2012 | 2013 | 2014 | 2015 | 2016 | 2017 | 2018 |
| ---- | ---- | ---- | ---- | ---- | ---- | ---- | ---- | ---- |
| 276  | →276 | →276 | ↘274 | ↗279 | ↘276 | ↘269 | ↗278 | ↘277 |
| 2019 | 2020 | 2021 |      |      |      |      |      |      |
| ↘261 | ↗264 | ↘195 |      |      |      |      |      |      |